# Sicariato en Honduras
El sicariato en Honduras se ha incrementado exponencialmente desde la década de 1980 debido a varias razones que incluyen una pobre legislación por un lado, a la nula investigación o captura de los criminales y finalmente a la falta de aplicación de la justicia en el país, ya sea por que los jueces dejan en libertad a los criminales o por que los testigos son asesinados antes de testificar. Debido a esto el gobierno de Honduras es en última medida el máximo responsable del estado de violencia por la inoperancia y por permitir que la violencia se expanda sin detener a los responsables de esta.
El sicariato es una figura introducida por el Derecho romano que reguló especialmente su condena penal, por la particular crueldad con que se conducían estos asesinos, mediante la lex Cornelia de sicariis et veneficis (ley Cornelia sobre apuñaladores y envenenadores) en el año 81 a. C. en Roma.
En la primera constitución de Honduras se establece la responsabilidad y garantía del estado de Honduras al derecho a la vida de todos los ciudadanos, artículo que ha permanecido en todas las constituciones sucesoras. Este artículo responsabiliza al estado de cualquier muerte ocurrida en Honduras y a los ciudadanos el derecho a demandar al estado cuando se violenta este derecho.

## Definición de Sicariato
El sicariato,   y se aplicó tal término por analogía empleada por los invasores y ocupantes romanos,  a los defensores judíos que procuraron expulsar a los romanos
El sicarito es una organización de asesinos a sueldo (matan por encargo).
Para Luis Castillo el sicariato es un fenómeno en crecimiento que tiene un alto grado de violencia, que genera un fuerte impacto social y que es desconocido por las autoridades, pues estos no reconocen la existencia del sicariato por lo que cuando se presenta uno de estos casos lo juzgan como “homicidio agravado”,
Un sicario es una persona que se dedica cometer asesinatos a cambio de dinero por eso suele decirse que un sicario es un asesino a sueldo o un asesino por encargo. En estos casos el individuo ofrece la acción de matar a otra persona como si fuese un servicio en el sentido de que es contratado y obtiene dinero a cambio de cumplir con su tarea.
Los sicarios, por lo tanto, no matan por venganza personal, motivos religiosos, cuestiones políticas o en ocasión de robo, sino que lo hacen por la retribución económica.
Los sicarios obviamente son sujetos que están fuera de la ley, ya que cometen crímenes. Aquel que contrata a un sicario también incurre en un delito, aun cuando no sea responsable material del asesinato
Las mafias suelen apelar a sicarios para eliminar a integrantes de bandas rivales, miembros de fuerza de seguridad o investigadores que amenazan su accionar delictivo
Se han registrado casos de personas que contrataron a un sicario para matar a su expareja por despecho, sin que exista una intención económica detrás del crimen para aquel que realiza el encargo.

## Aumento exponencial de la criminalidad
Desde su formación, durante el siglo XIX y casi todo el siglo XX Honduras fue uno de los países más pacíficos de el planeta hasta 1990 cuando la tasa de homicidios era de el 10 por cada 100 mil habitantes. Fue desde la década de 1990, cuando debido a la falta de aplicación de la justicia el número de asesinatos aumento exponencialmente hasta llegar a tener una tasa de 80 por cada 100 mil habitantes en 2014.

## Causas
Las causas por las que los asesinos son contratados suelen ser variadas, desde el robo de terrenos o invasiones de casas y propiedades, el cobro herencia o seguros de vida, a la eliminación de periodistas para silenciarlos, al asesinato de abogados defensores o acusadores llegando a crímenes por simple robo en los que los ladrones comunes asesinan por robar un teléfono o cien lempiras (5 US $) debido al conocimiento de que no serán ni perseguidos ni capturados debido a la inacción de las autoridades.
Las causas de este incremento son variadas, comenzando por una política de no investigación, en donde el 95 % de los crímenes no son investigados y son dejados al olvido, favoreciendo la expansión de el sicariato, la falta de asignación de presupuesto para investigaciones y enjuiciamientos y finalmente la no persecución de los crímenes comunes ni de el sicariato, no hay una política nacional de persecución, captura y enjuiciamiento de los criminales, en donde solo el 5 % de los crímenes son investigados y de estos solo algunos de los criminales son llevados a juicio.

### Falta de investigación
La principal causa de la expansión de la criminalidad en el país es la nula investigación de los crímenes. Únicamente el 5 % de los crímenes ocurridos en el país son investigados, el resto (47 mil crímenes anuales) son ignorados por el ministerio público debido a la falta de presupuesto y a la escasa coordinación con las fuerzas de seguridad.
Debido a que los crímenes no son investigados, los criminales no pueden ser ni perseguidos, ni capturados ni enjuiciados y continúan asesinando a más personas. El hecho que en el 90 % de los casos los sicarios no detenidos ni encarcelados hace que la criminalidad no se detenga y continúe en permanente aumento.

### Legislación
Honduras cuenta con una pobre legislación en temas de asesinato y sicariato, lo que permite a los criminales actuar sin temer a ser investigados, perseguidos y capturados. El sicariato es visto como un tipo de crimen común y no como son vistos como crímenes de terrorismo.
Estas suaves leyes en cuanto a políticas de investigación, captura y juicio permite que los criminales tengan a el sicariato como un estilo de vida y por otro lado afecta a los mismos abogados y jueces quienes son asesinados y de los cuales los criminales no son identificados, ni perseguidos.

### Sistema judicial
Los abogados y jueces suelen ser víctimas asesinatos por parte de los criminales, más de 70 abogados y jueces han sido asesinados en Honduras.

### Corrupción y gobiernantes criminales
Otro factor importante en el aumento de estos crímenes es la corrupción a nivel de gobierno, durante el gobierno de Porfirio Lobo dos de sus alcaldes acusados lideraban bandas de secuestradores y sicariosː
- Mario Alberto Urbina Soto, exalcalde de Yoro, acusado de liderar una banda de narcotráfico y sicariato que había asesinado a más de 137 personas y abusado sexualmente de una gran cantidad de mujeres quienes se negaron a entregarles sus bienes; Casas, ganado, etc.[4][5][5] Fue capturado antes de finalizar su gobierno en 2014.

- José Adalid González, exalcalde de Sulaco, era líder de la banda de criminales Los Banegas dedicados al asalto de autobuses, carros repartidores de productos, robo de ganado y sicariato.[6][7][8][9] Entre la banda de criminales se encuentranː Máximo Banegas Garay, “Chimino”; Pedro Antonio Banegas Hernández, Isidro Banegas Cruz, Calixto Banegas Hernández, Elías Donaldo Galindo Castro, Orlin Omar Rosales Cruz, alias Pelillo, César Augusto Salgado, alias Torombolo, y Juan Pablo Banegas.[10] Se le acusa de ordenar cometer más de 60 crímenes.[11] Esta banda llegaba con agentes de policía junto a sicarios disfrazados de policías, obligaban a las personas a salir de sus casas amenazándolas con que incendiarían sus casas para luego asesinar a sus víctimas y apoderarse de sus bienes[12][10][13][14] Fue capturado en 2015 dos años después de su gobierno debido al temor de los testigos de represalias y a la falta de investigación por parte de las autoridades.

### Fuerzas de seguridad
Aun cuando se ha invertido más en seguridad que en cualquier otra época, esta inversión no se ve reflejada en seguridad, ya que el aumento en criminalidad es correlativo al aumento en inversión en fuerzas de seguridad.
La utilidad de las fuerzas policiales es únicamente el de llegar a la escena de el crimen y supervisar la recolección de el cadáver, ya que solo el 5 % de los crímenes son investigados, los demás (45 mil anuales) son ignorados por las autoridades, y de ese 5 % solo un pequeño porcentaje de los investigados son enjuiciados.

### Asesinato de testigos
Debido a que el 95 % de los crímenes no son investigados, los sicarios y los cerebros intelectuales de ese 5 % que son investigados suelen enviar a asesinar a los testigos para evitar ser enjuiciados para quedar en libertad y continuar asesinando libremente.
Uno de estos casos fue el asesinato de Esteban García, un vendedor de helados, quien afirmó haber visto Riccy Mabel Martínez Sevilla a bordo de un el auto de el coronel Angel Castillo Maradiaga, quien junto a otros tres militares violaron y asesinaron a Ricci Mabel, el testigo fue golpeado hasta morir por una pandilla en un aparente robo unos días antes de su declaración. Angel Castillo Maradiag recibió una condena de 16 años y seis meses de cárcel, por homicidio y violación pero puesto en libertad en 2010 bajo el silencio total de la prensa nacional.

### Cárceles abarrotadas
El sistema carcelario de Honduras esta abarrotado, hay una sobrepoblación de presos, no hay inversión en nuevas prisiones ni en mejora de las prisiones existentes, dificultando la reinserción social de los prisioneros.
La capacidad carcelaria en Honduras es de 8 mil presos pero su población es de 13 mil presos, excediendo casi el doble de su capacidad debido a la falta de creación de nuevos centros. Por otro lado, la alimentación de los reos es precaria, contando con únicamente ocho lempiras (39 centavos de dólar) para alimentar a los reclusos.

### Escasa educación e inversión social
Honduras se comprometió a invertir 18 mil millones de lempiras entre 2001 y 2015 con los fondos de la Estrategia para la Reducción de la Pobreza, sin embargo en Honduras hay una nula inversión social en cuanto a creación de nuevas escuelas, áreas recreativas y bibliotecas. Los presupuestos educativos y culturales se dedican a mantener la situación actual sin dar mantenimiento a los existentes y sin abrir o crear nuevos espacios y oportunidades.

### Deportaciones
La tasa de homicidios en Honduras era de 10 por cada 100 mil habitantes, la misma tasa de homicidios que experimentaba Estados Unidos en 1990, en donde algunos emigrantes eran integrados en pandillas, las cuales eran casi inexistentes en Honduras, los pocos grupos juveniles en el país no era de alta peligrosidad. Estados Unidos ha disminuido sus niveles de criminalidad realizando deportaciones de criminales, los cuales retornados a sus países de orígenes. La tasa de homicidios de Honduras aumento en un mil por ciento, a 85 por cada 100 mil habitantes, en Estados Unidos esta tasa disminuyó a la mitad, 5 por cada 100 mil habitantes.

### Falta de exigencia de responsabilidades por parte de la población
Una de las principales causas de que la situación no mejora en Honduras se debe a que la población no exige enérgicamente el alto a las muertes y no hay reclamos a la secretaría de seguridad ni al gobierno ante las continuidad de asesinatos. No se exige la dimisión de el ministro de seguridad ni del presidente de la república ante la calamitosa situación en donde Honduras pasado de ser uno de los países más pacíficos a ser el país más violento del planeta.
En Honduras no hay reclamos ante los manejos de presupuestos ni de falta de aplicación de la justicia, que aunque hay corrupción y asesinatos la justicia en el 90 % de los casos no se aplica ni se captura a los culpables.
La falta de involucramiento de la población en las actividades sociales y en la protesta por el estado criminal de Honduras permite que se mantengan las mismas políticas del gobierno y la ineficacia de la secretaría de seguridad y el poder judicial permanezca sin cambios.

## Grupos de asesinos
A inicios de 1990 algunas ni;os y jóvenes comenzaron a ser contratadas para asesinar a Hondureños y hacer pasar los crímenes por asesinatos debido al robo de pertenencias o cruces de fuego entre pandillas, en algunos casos han sido contratados por los mi. En la década de los 2000's hay una amplia cantidad de sicarios en el país, los cuales asesinan libremente y no son perseguidos ni capturados por las autoridades.

### Asesinato de ecologistas
Los ecologistas de Honduras suelen hacer protestas contra mineras y plantas de proceso contaminantes de bosques, así como la invasión de reservas forestales y zonas protegidas. Muchos de estos ecologistas han sido asesinados.
Blanca Jeanette Kawas fue asesinada en 1996 dos días después de realizar un acto de protesta contra el gobierno de Honduras otorgara de títulos de propiedad a campesinos y empresarios en las reservas de Punta Sal, hoy llamado Parque nacional Jeanette Kawas.
Carlos Escaleras Mejía fue un político hondureño y activista del medio ambiente quien realizó acciones contra Miguel Facussé Barjum quien pretendía instalar una planta de extracción de aceite de palma cerca del río Guapinol, lo que sería una enorme carga para por lo menos cinco comunidades más algunos vecindarios de Tocoa. En 1997 el coronel Aldana impidió el acceso al agua a los habitantes de Chapagua, Agua Amarilla, Aguán y otras poblaciones y amenazó a Carlos Escaleras, quien fue asesinado el 18 de octubre de 1997 en su negocio de lavado de automóviles.
Carlos Antonio Luna López fue un ingeniero agrónomo y activista del medio ambiente en Honduras dedicado a la defensa de los recursos naturales y el bosque de Catacamas, fue asesinado con arma de fuego el 18 de mayo de 1998 al salir de una reunión de la Corporación Municipal de Tocoa.
El 13 de enero de 2003, la Comisión Interamericana de Derechos Humanos recibió una petición presentada por el Centro por la Justicia y el Derecho Internacional y el Equipo de Reflexión, Investigación y Comunicación en la que se alega la responsabilidad de la República de Honduras por la violación de los artículos 4, 5, 5, 8, y 2 de la Convención Americana sobre Derechos Humanos en el que se denuncia como responsable por violar el derecho a la vida del señor Carlos Antonio Luna López. El 19 de mayo de 2014 el Estado de Honduras realizó el acto de reconocimiento simbólico en el pide “disculpas” por la violación del derecho a la vida del ciudadano Carlos Antonio Luna López, además la corte ordena la continuación de la investigación y establecimiento correspondientes de responsabilidades de conformidad con el marco legal vigente. También se le ordenó al Estado de Honduras brindar gratuitamente y de forma inmediata el tratamiento psicológico y la provisión gratuita de medicamentos que requirieran los familiares de Carlos Luna.
El 3 de marzo de 2016 fue asesinada Berta Cáceres, líder indígena y activista medioambiental.

### Asesinatos de periodistas
En honduras el asesinato y sicariato ha pasado de ser algo poco común a ser un suceso diario sin que se encuentren culpables ni sean castigados, aunque suele afectar principalmente a las personas menos pudientes, pero también son objeto de asesinatos y amenazas abogados y jueces por parte de el llamado crimen organizado para evitar la correcta aplicación de la justicia y los periodistas que denuncias hechos de corrupción en las presentes y pasadas administraciones del gobierno. De esta forma la censura en Honduras se da también en forma de asesinatos de periodistas, que quedan impunes en el 97 por ciento de los casos.
| Fecha                   | Periodista               |
| ----------------------- | ------------------------ |
| 26 de noviembre de 2003 | Germán Antonio Rivas     |
| 18 de octubre de 2007   | Carlos Salgado           |
| 17 de febrero de 2010   | Nicolás Asfura           |
| 1 de marzo de 2010.     | Josep Hernández          |
| 11 de marzo de 2010     | David Meza Matamoros     |
| 14 de marzo de 2010     | Nahúm Palacios           |
| 26 de marzo de 2010     | Manuel de Jesús Juárez   |
| 26 de marzo de 2010     | Bayardo Ramírez          |
| 11 de abril de 2010     | Luis Chévez              |
| 8 de mayo de 2010       | Carlos Salinas           |
| 20 de abril de 2010     | Georgino Orellana        |
| 14 de junio de 2010     | Luis Mondragón           |
| 24 de agosto de 2010    | Israel Zelaya            |
| 28 de diciembre de 2010 | Henry Suazo              |
| 19 de marzo de 2011     | Luis Ernesto Mendoza     |
| 7 de mayo de 2012       | Erick Martínez Ávila     |
| 11 de mayo de 2011      | Héctor Medina            |
| 5 de julio de 2011      | Adán Benítez             |
| 13 de julio de 2011     | Nery Jeremías Orellana   |
| 8 de septiembre de 2011 | Medardo Flores           |
| 6 de diciembre de 2011  | Luz Marina Paz           |
| 1 de marzo de 2012      | Saira Fabiola Almendárez |
| 11 de marzo de 2012     | Fausto Elio Hernández    |
| 23 de abril de 2012     | Noel Valladares Escoto   |
| 15 de mayo de 2012      | Alfredo Villatoro        |
| 24 de junio de 2013     | Anibal Barrow            |

### Asesinatos de abogados
Si bien es cierto, la carrera de Derecho es una de las preferidas, como la de Medicina y periodismo por los estudiantes al ingresar a la universidad, esta se ha convertido en la república de Honduras, en una nota negra. Lo que fue creado y moldeado en las aulas para la defensa de personas, es a partir de 2009 blanco de la criminalidad, alrededor de 68 profesionales del derecho han perdido la vida, mientras los demás profesionales por temor, prefieren trabajar en otros oficios u profesiones. El Colegio de Abogados de Honduras (CAH) ha denunciado la persecución de sus miembros ante la Corte Suprema de Justicia de Honduras, el Ministerio Público de Honduras y demás autoridades de impartir justicia.
Abogados asesinados entre el 2010 y 2013 ==
1. Rossel Edgardo Barralaga Morales, 46 años (26 de febrero de 2010)
2. Olga Marina Laguna, de 52 años (3 de marzo de 2010)
3. Conrado Zavala Castellón, de 61 años (5 de marzo de 2010)
4. Ramón Arturo Bueso Caballero, de 36 años (9 de marzo de 2010)
5. Sandra George Osorio, de 54 años (11 de mayo de 2010)
6. Félix Ramón Enamorado, de 37 años (21 de mayo de 2010)
7. Filadelfo Rodríguez Gámez, de 57 años (5 de junio de 2010)
8. Óscar Molina, de 31 años (10 de junio de 2010)
9. Osman Elder Matamoros Torres, de 37 años (24 de junio de 2010)
10. Vilma Patricia Turcios Quintanilla, de 46 años (30 de junio de 2010)
11. David Dagoberto Banegas Pérez, de 36 años (5 de julio de 2010)
12. Marco Tulio Amaya, 45 años (20 de julio de 2010)
13. Marco Antonio Vargas Reyes, de 28 años (27 de agosto de 2010)
14. Erick Neptalí Ponce Elvir, de 40 años (4 de noviembre de 2010)
15. Isabel Marcos López Rodas, estudiante de derecho de la UNAH (11 de noviembre de 2010)
16. José Edgardo Castellanos Lemus (26 de noviembre de 2010)
17. Margoth Irías Miralda, de 61 años (18 de febrero de 2011)
18. Patricia Isabel Patiño (9 de febrero de 2011)
19. Carlos Roberto Marroquín Ortega (21 de febrero de 2011)
20. Carlos Velasco Laínez (22 de febrero de 2011)
21. Luis Octavio Caballero Mejía (23 de febrero de 2011)
22. Armando Palma Reina, de 40 años (27 de febrero de 2011)
23. Celso Palma (28 de febrero de 2011)
24. Daysi Elisa Escoto López (6 de marzo de 2011)
25. Óscar Cruz Colindres (15 de mayo de 2011)
26. Miltón Geovany González Hernández (22 de mayo de 2011)
27. Raúl Enrique Reyes (27 de mayo de 2011)
28. María Lastenia Cruz, de 57 años (6 de junio de 2011)
29. Juan Carlos García Mariano, de 41 años (3 de agosto de 2011)
30. Denny Esperanza López Arteaga (8 de agosto de 2011)
31. José Efraín A. Cárcamo (27 de agosto de 2011)
32. José Enrique Pagoaga Mejía, de 47 años (2 de octubre de 2011)
33. Ana Mélida Hernández (8 de octubre de 2011)
34. Máximo Javier Janser Saravia (28 de octubre de 2011)
35. Alfredo Geovani Moradel Ramos, de 40 años (28 de noviembre de 2011)
36. Judith Juventina Alemán Banegas (7 de noviembre de 2011)
37. Benigno Alberto Cerrato Avilés (21 de noviembre de 2011)
38. José Isidro García (22 de noviembre de 2011)
39. Ricardo Rosales (17 de enero de 2012)
40. Marco Antonio Cruz Banegas (23 de marzo de 2012)
41. Ramón Benjamín Flores (2 de abril de 2012)
42. Juan Fernando Erazo Mejía (27 de abril de 2012)
43. Héctor Javier Padilla Velásquez (4 de junio de 2012
44. Hernán Aplícano Medina (12 de julio de 2012)
45. Ernesto Velásquez Martínez (26 de agosto de 2012)
46. Julio César Cassaleno (28 de agosto de 2012)
47. Antonio Trejo Cabrera (22 de septiembre de 2012)
48. Eduardo Manuel Díaz Mazariegos (24 de septiembre de 2012)
49. Edgardo Adalid Motiño Flores (3 de noviembre de 2012)
50. Marlon Saúl Cerrato Gómez (9 de noviembre de 2012)
51. Mario Francisco Pérez (14 de noviembre de 2012)
52. José Ramón Lagos Lobo (52) (22 de diciembre de 2012)
53. Juan Antonio Romero Rodríguez (25 de diciembre de 2012)
54. Óscar Mauricio Benavides (3 de enero de 2013)
55. José Andrés Andrade Soto (22 de febrero de 2013)
56. Héctor David Quesada (23 de febrero de 2013)
57. Saíd Alfredo Castillo Valenzuela (23 de marzo de 2013)
58. Robin Fernando Espinal Ponce (45) (3 de abril de 2013)
59. Orlan Arturo Chávez (18 de abril de 2013)
60. Luis Alfredo Mejía Oyuela (55) (14 de mayo de 2013)
61. Francisco Erick Rodríguez (62) (16 de mayo de 2013)
62. José Manuel Madrid Chinchilla (9 de junio de 2013)
63. Walter Díaz (32) (13 de junio de 2013)
64. Mireya Efigenia Mendoza Peña (43) (24 de julio de 2013)
65. José Ángel Pérez Aguilar (35) (7 de agosto de 2013)
66. Pedro Adonay Romero (15 de agosto de 2013)
67. Dinia Mercedes Acosta (17 de septiembre de 2013)
68. Amed Francisco Zelaya (37) (29 de septiembre de 2013)
69. Juan Carlos Moreno Lara (41) (20 de diciembre de 2013)

### Asesinatos de mujeres
Los feminicidios en Honduras han incrementado exponencialmente desde 1990, entre 2002 y 2013 fueron asesinadas 3,923 mujeres. En 2013 fueron asesinadas 53 mujeres cada mes y como ocurre en el resto de asesinatos más de el 90 % de los casos quedaron en la impunidad.
En julio de 1991, Riccy Mabel Martínez Sevilla, estudiante de tercer año de magisterio en la Escuela normal mixta Pedro Nufio, en Tegucigalpa, M.D.C. visitó el Batallón de Comunicaciones en las afueras de Tegucigalpa, para solicitar la liberación de su novio, Rubén Hurtado Padilla, quien había sido reclutado para cumplir el servicio militar obligatorio, ese mismo día Rycci desapareció, fue violada y asesinada por al menos cuatro hombres, según los exámenes forenses del FBI, su cuerpo fue encontrado el 15 de julio de 1991 por un arroyo. Por este asesinato fue declarado culpable de violación y asesinato el coronel Angel Castillo Maradiaga. Un testigo clave del crimen fue Esteban García, un vendedor de Helados, quien afirmó haber visto a la adolescente en un coche idéntico al del coronel, pero unos días antes de su declaración fue golpeado hasta morir por una pandilla en un aparente robo.
En noviembre de 2014 durante una fiesta fue asesinada la menor de edad María José Alvarado y su hermana Sofía Trinidad mientras celebraban el cumpleaños del exnovio de Sofía. Su novio Plutarco Ruiz fue identificado por testigos y confesó su crimen, su sentencia de ser declarado culpable ascendería a entre 60 y 80 años. Por este caso seria juzgado el 12 de noviembre de 2015.

## Criminalidad en Honduras
La criminalidad en Honduras en 1970 era de 1 por cada 100 mil habitantes, una de las más bajas en todo el planeta. Durante los años 80 esta tasa se elevó a 10 por cada cien mil habitantes, en 2013 es de 85 por cada 100 mil habitantes.
Entre el 2000 y 2014 se han asesinado 60 mil hondureños, una cifra que supera a todas las muertes combinadas de todas las guerras, conflictos y movimientos armados ocuridos a lo largo de toda la historia de Honduras.

### Operación Charly
Entre 1979 y 1981 fue llevada a cabo la Operación Charly, una operación militar clandestina del Ejército Argentino en acuerdo con las Fuerzas Armadas de los Estados Unidos, para implementar en América Central los métodos represivos ilegales de Terrorismo de Estado en Argentina, perseguir y eliminar a las personas pertenecientes a movimientos políticos de izquierda. Esta operación fue ejecutada por el grupo de militares que ya actuaban en la Operación Cóndor.
La periodista norteamericana Martha Honey sostiene en su libro sobre la política norteamericana en Centroamérica que:

Habiendo perfeccionado brutalmente las técnicas de control social en su país, las fuerzas armadas argentinas estaban listas hacia 1980 para exportar estas habilidades para ayudar a vencer la insurgencia comunista en El Salvador y Guatemala y detener a los sandinistas en Nicaragua".

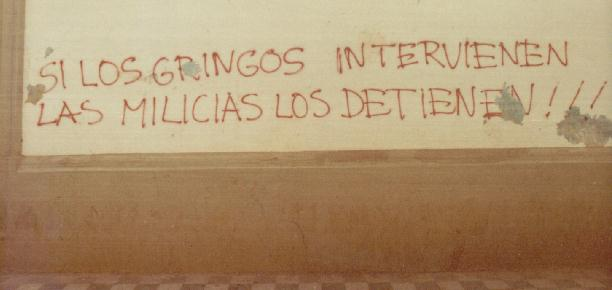
Grafiti en Nicaragua, 1980.

La Operación Charly se llevó a cabo entre 1979 y 1981 cuando los militares argentinos se volvieron visibles en Centro América, pero continuo una guerra sucia llevada a cabo por escuadrones de la muerte que perseguían, asesinaba y desaparecían a personas relacionadas con políticas de izquierda o el comunismo. Esta guerra sucia no finalizó si no hasta la década de 1990 e hizo incrementar la tasa de homicidios a 10 por cada 100 mil habitantes.
Si bien la Operación Charly incremento la tasa de asesinatos de 1 por cada 100 mil habitantes a 10 por cada 100 mil habitantes en 1990 pero eso era solo el comienzo.
En la década de 1990 la tasa de criminalidad se elevó de 10 por cada 100 mil habitantes a 45 por cada 100 mil habitantes, en esta década fueron asesinadas 16 mil personas.
Durante el gobierno de 4 años de el expresidente de Honduras Porfirio Lobo fueron asesinadas 30 mil personas, pocos de estos casos llegaron a ser investigados o perseguidos, durante ese gobierno fueron asesinadas el doble de personas de las asesinadas en toda la década de 1990. Este fue el gobierno en los que más personas fueron asesinadas en toda la historia del país y fue fomentado por la nula investigación y la falta de persecución de los criminales.

## Soluciones
El delito de sicariato o asesinato por encargo tiene sus raíces en la falta de aplicación de la justicia, en la que los sicarios son capturados y en cuestión de días son liberados nuevamente. Por lo que la solución esta en que se supervise la investigación de todos los casos y la aplicación de castigos para los criminales.
Algunos grupos solicitan la reicorporacion de la pena de muerte para los criminales, por otra parte otros grupos mencionan que seria un retroceso en el sistema legal, en el que por un lado paramilitares asesinan a la población, incluidos miembros de grupos políticos, y por otra parte el gobierno tendría poder para asesinar también a la misma población, permaneciendo los demás casos sin ser investigados y teniendo más asesinatos en el país.
Por lo que las soluciones pasan por fortalecer el ministerio público, tecnificacion de el personal de investigación para evitar la liberación de crimiales, incorporación de cámaras en los medios de transporte y en la habilitación de líneas y medios para denunciar a los criminales en forma anónima para evitar el asesinato de los testigos, para que denuncien sin temores tanto a los criminales como a los empleados gubernamentales o de seguridad.